# 176th Street
176th Street – stacja początkowa metra nowojorskiego, na linii 4. Znajduje się w dzielnicy Bronx, w Nowym Jorku i zlokalizowana jest pomiędzy stacjami Burnside Avenue i Mount Eden Avenue. Została otwarta 2 czerwca 1917.